# 青年

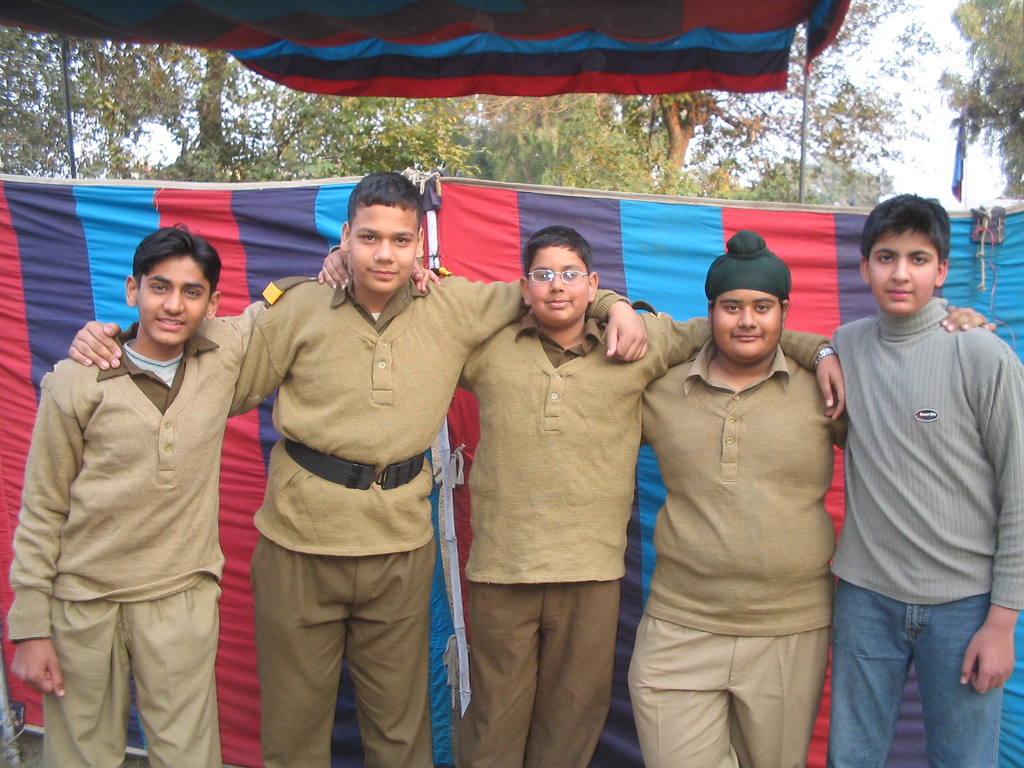
印度籍青年

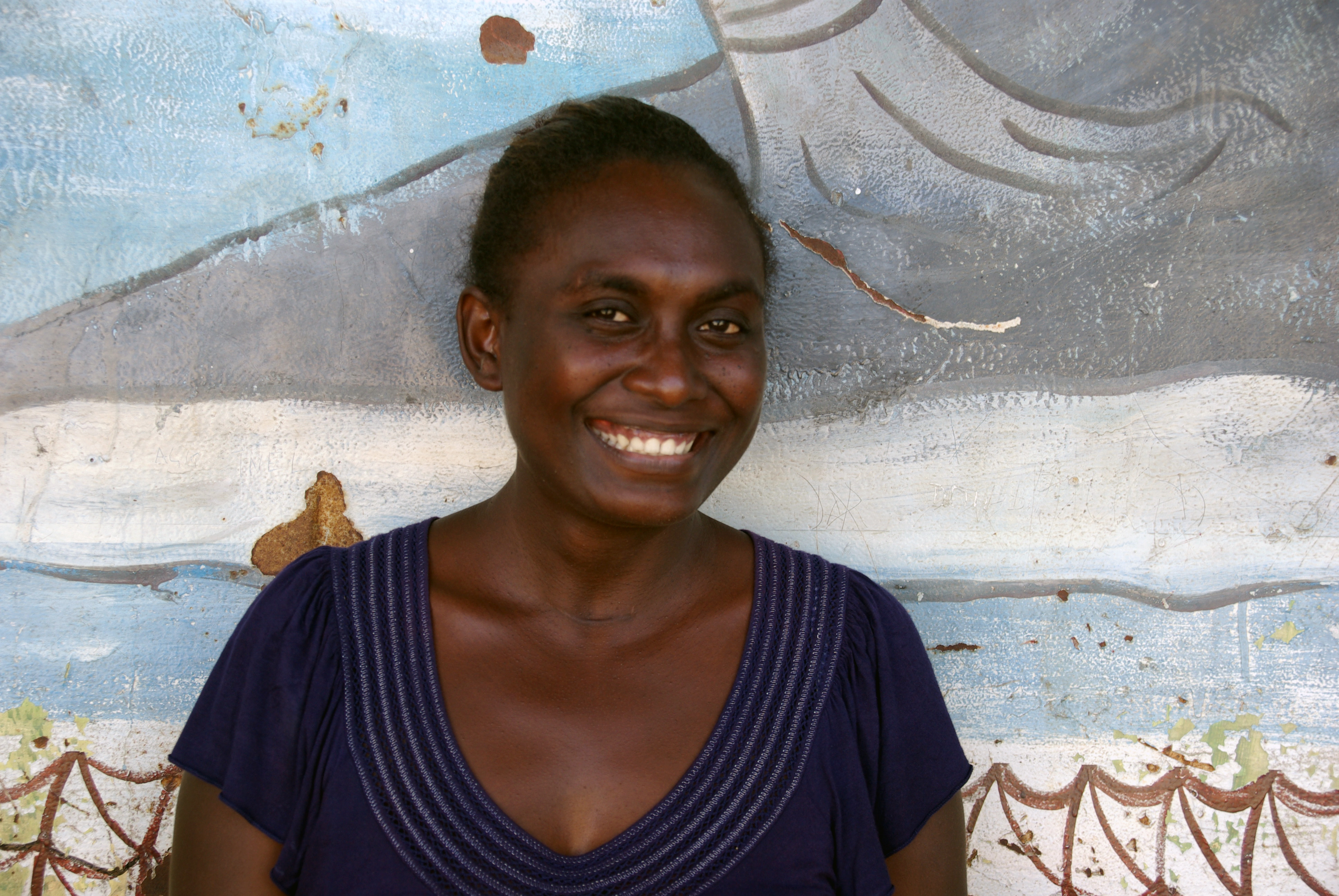
非洲籍青年

青年（英語：youth）敘述一個人年少、年輕的人生時期，但通常的範圍指童年期與成年期（心理成熟）之間，或指年紀在中年以下、少年以上的人。由於人類個體實際心智的成熟並不完全與生存年代數字（年歲）相對應，生理上成熟的成年人也可能在心智層面尚未成熟，故青年也有不同的文化定義。

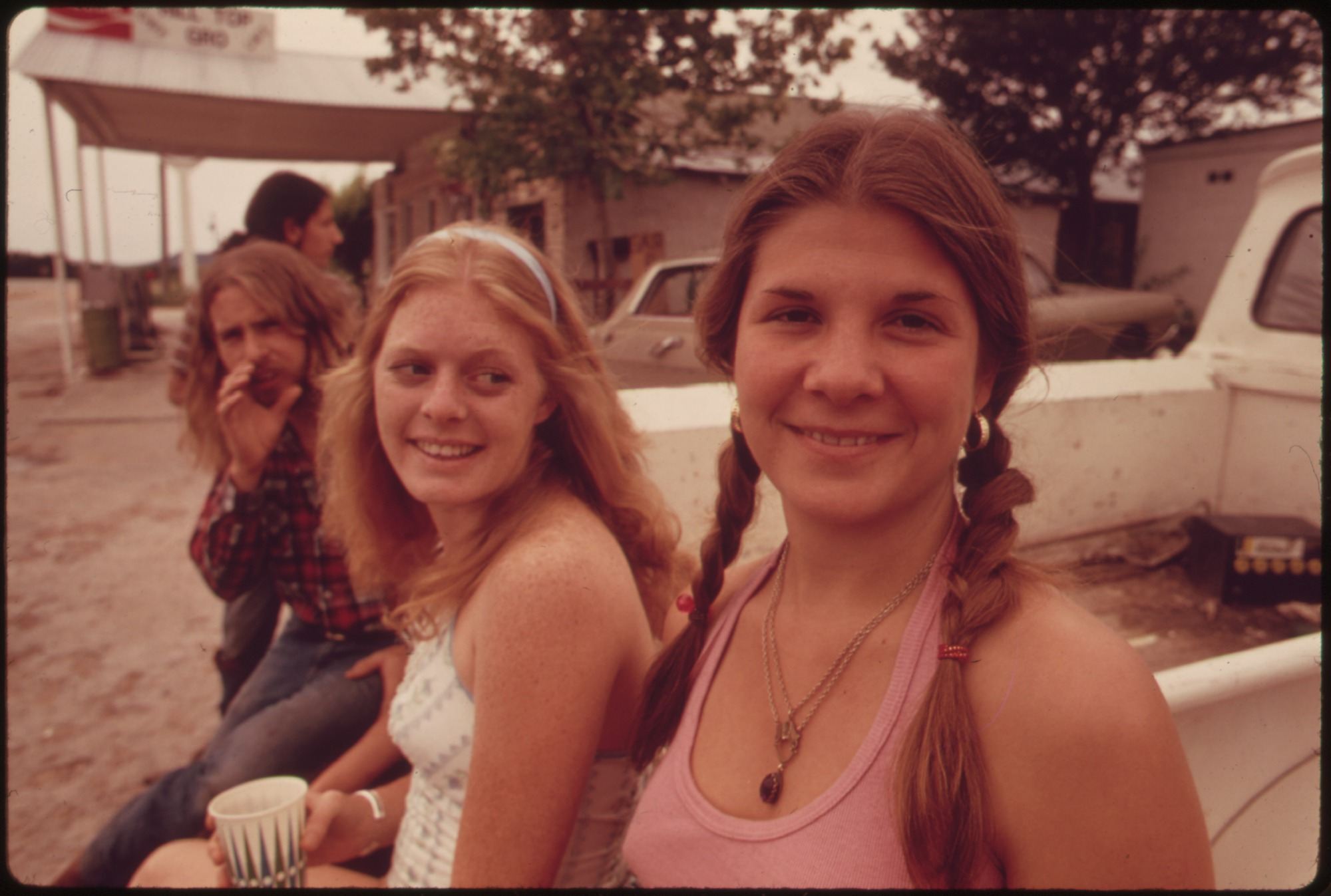
一群美國德州的青少年，teenager和青少年常常會混用

## 年齡範圍
青年的年龄范围现存有多种定义：
1. 联合国：聯合國青年議題官方中文網站定义为15-24周岁之间。[3] 这个定义是在1985年给出的。2015年12月，联合国安理会通过了一项决议，承认年轻人激进情绪的增长对稳定和发展构成威胁（决议中的青年定义为18-29岁的人）。该文件由约旦代表 Dina Kaval 提交讨论，他说：“我们正在努力争取国际社会的关注，以便当世界成为越来越多问题出现的地方时，年轻人得到应有的关注。”[4] 但是，例如，非洲青年宪章将15-35岁的人定义为年轻人。[5]
2. 十大傑出青年：19周歲-44周歲之間，為有獲選的積極資格。
3. 世界卫生组织：19周歲-30周歲為青年。[6][來源可靠？]
4. 在世界上，并非所有事情都如此清楚年龄界限的定义，将青年定义为一个社会年龄组。 在俄罗斯联邦，14至35岁的人被认为是青年。[7]  在哈萨克斯坦，年轻人被认为是14至35岁的公民。[8] 尼日利亚联邦共和国包括该国18-35岁青年时期的所有居民。[9]
5. 古希腊哲学家和科学家毕达哥拉斯称年轻的年龄"夏天"，并声称"春天"，涵盖童年和青春期，持续长达20年，"夏天"—从20到40年。[10]

根据上述情况可以得出的结论，青年的年龄下限设定在14-16岁之间，上限在30-35岁之间，有的甚至更晚。

## 文化意义
- 塞缪尔·厄尔曼宣告青春并非年轻岁月，而是一种心态。